# 梁実秋
梁 実秋（りょう じつしゅう、1903年1月6日 - 1987年11月3日、英語名はウェード式: Liang Shih-chiu、または拼音: Liang Shiqiu）は、20世紀中国の文学者・文芸評論家・教育者・翻訳家・辞書編纂者で、国民党政府とともに行動したので、中国共産党とともに行動した魯迅としばしば対比される。もとの名は梁治華。字は実秋。

## 生涯
梁実秋は1903年、浙江省杭州府杭県の人で、生まれは北京。十一人の兄妹がおり、梁実秋は四番目の子である。父の梁咸熙は科挙に合格した清朝政府役人であった。1915年に清華学校（現清華大学）に入学して、文学活動を開始し、1921年の処女作の詩『蓮の花の池』を発表。翌年に聞一多と合作の「冬夜草児評論」を出版する。
1923年、米国コロラドカレッジへ留学し、ハーバード大学とコロンビア大学の大学院で学ぶ。留学へ渡るための客船ジャクソン号では、女流作家として名の高い謝冰心と知り合いになった。しかし、知り合う前に彼女の書いた詩集を根本的に謝冰心には作詩の才能がないと否定し、(1)表現力は強いが、想像力は弱い。(2)理知に富む情感が少ない。(3)散文に優れているが、韻文技術は劣っていると決めつけていた。そんな批評をした中で、偶然ではあるものの彼女と知り合うことは、気まずいものであった。初めの出会いは、ぎこちないものであったものの、共通の思想的基盤と、性格や気質の近いことが分かると、すぐに親友となり、共同の仕事を始めるに至った。謝冰心も梁実秋の才能と人格を認め、「私の友人で、男性の中で、実秋だけが最も花のようである」と残している。さらに、梁実秋の晩年にも彼に対して作品を残している所から、2人のかけがえのない友情を感じることが出来る。
ハーバード大学ではバービットに出会い、ロマン主義から新人文主義、新古文主義の思想に影響される。ここでバービットの『ニュー・ラオコオン』を擬して書いた『現代中国文学之浪漫的趨勢』は人文主義の文学観に立ち、五四運動以降の中国新文学を批判した評論であり、中国のロマン主義的傾向を指摘する。
1926年、帰国後、翌年上海へ赴き、「時事新報」の編集責任者になる。1927年梁実秋が「文学是有階級性嗎？」とルソーを批判したことがきっかけで、魯迅と対立する。一方の魯迅は「硬訳与文学的階級性」を発表し対抗している。
この対立は梁実秋が北京の『晨報副刊』に｢ルソーと女子教育｣という文章を書いたことに始まる。文章の中で、再度偉大なフランスの啓蒙思想家ルソーを大いに攻撃すると共に、女子の教育問題に議論を提起した。ルソーを敬慕する魯迅にとって、梁実秋のこの見方は大変不満であり、この文章が発表された直後に「ルソーと胃」という一文を書き上げたことで2人の論争の序幕が開けられた。1930年青島大学の外国語主任兼図書館長に就任 。1934年北京大学外国語系研究教授兼主任に就任。1935年11月、梁実秋は『自由評論』という週刊雑誌をみずから創刊、これによって思想・言論の自由に対する国民党の弾圧と統制に対抗していく。この雑誌に掲載された「我々は正義を望む〔我們要公道！〕」では、共産党の活動について肯定的に言及している。共産党の存在と活動について積極的に肯定しているわけではないが、国民党統治の現状から見て、共産党の存在には必然的な理由があることを認めている。
1936年、1927年から8年間魯迅と対立していたが、魯迅が逝去したことで論争は終止符を打った。
1938年12月に重慶の『中央日報』副刊「平明」の編集主任に着任。四カ月の間主任としての生活を送る。この本に「編集者の話」を掲載した。この中に『中央日報』社が私に暇があるのを見て、副刊を編集させようとしているのだが、「私の交友は広いものではなく」「”文壇上”誰が盟主であり、大将であるのか、さらに判然としない」や、抗戦に関係する題材を我々は最も歓迎するが、抗戦に無関係な題材でも、真に流暢なものであれば、それも良い。無理に抗戦をその上に載せることはない。内容のない”抗戦八股”に至っては、誰にとっても有益ではない。との発言が、孔羅蓀・宋之的・張天翼らによって批判を受けた。梁実秋は、人生の中で抗戦と関係のない題材を探し、彼の読者に抗戦と関係のない文章を読ませ、抗戦という現実の闘争を忘れさせようとしていると批判された。ここから始まる、左翼作家の確執は、短期間であったが、中国現代文学史上では、「抗戦無関係」論争と言われている。
1940年ペンネームを子佳に変え、「星期評論」「世紀評論」にコラム執筆者として小作品を発表し、散文作品集『雅舎小品』（四集）などを出版する。
1942年5月、延安解放区でおこなった、文芸講話で毛沢東はブルジョア階級的的性質をもつと主張し、魯迅が批判した梁実秋らを攻撃の対象とする。そして魯迅をプロレタリア革命文学運動の旗手として神格化する。
1946年北京師範大学英語系教授に就任。
1949年からは台湾へ移住して、台湾師範大学英語学部の教授となる。国民党政府とともに行動したので、中国共産党政府とともに行動した魯迅としばしば対比される。
1966年退職後、専心文学書の翻訳と著作に努め、シェークスピア（全40巻）の翻訳全集を完成している。彼の大作であるシェイクスピア全集の翻訳は1930年代から正式に始まることとなっているが、翻訳は梁実秋本人から行ったことではなかった。きっかけは胡適の誘いからである。当時の中国には海外からの翻訳本があまりなかったため、国民政府からの指示により中華教育文化基金菫事会(アメリカ庚子賠償金委員会)の翻訳委員会の仕事を任せられていた胡適が英国文学の頂点に立つシェイクスピア全集翻訳を行う計画を立てていた。その物色したのが聞一多・徐志摩・陳西瀅・葉公超、そして梁実秋であった。
しかし翻訳を行なっている中でメンバーが次々と逝去したため、最終的に一人で翻訳することとなり40年もの歳月を重ね1970年に全集翻訳を完成させている。中国語圏で詩も含めたシェクスピアの全作品を単独で翻訳したのは、梁実秋だけである。また『遠東英漢大辭典』、『遠東英漢・漢英雙向辭典』は梁実秋編纂として台湾で発行されている。
1987年、台北で死去。

## 没後

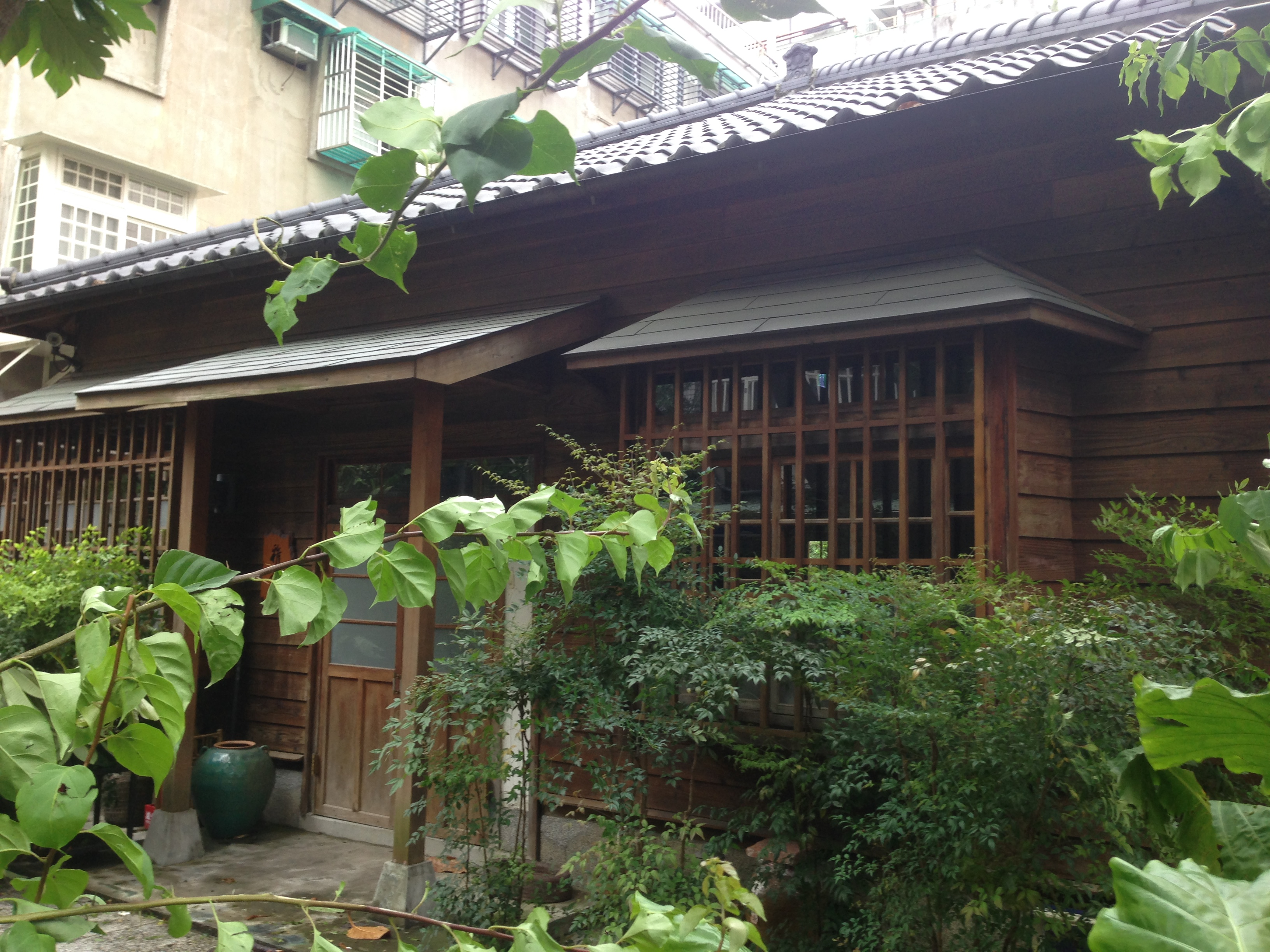
梁実秋故居 (台北)

1988年以来、中華日報社は「梁実秋文学賞」を行っている。

### 故居
台北には台湾師範大学が管理する「梁実秋故居」（日本風家屋）があり、中国大陸では重慶の「雅舎」（梁実秋の寓居）、青島の「梁実秋故居」が開放されている。

## 結婚生活
1927年2月11日に程季淑と結婚した。3人の娘と1人の息子に恵まれた。1970年に夫婦は移住したが、不幸なことに移住先で程季淑は他界した。梁実秋はこの悲しみにより『槐園夢憶』を著した。
- 長女 梁文茜
- 次女 （夭折）
- 長男 梁文騏（2007年7月に病死）
- 三女 梁文薔

1974年に程季淑を亡くしたが、翌年には韓菁清と再婚した。
程季淑とは、アメリカ留学の前から付き合っており、帰国後に梁実秋を心から喜ばせたことは彼女が元気なことであった。結婚式は、北京の南岸沿大街にある欧米同学会で行われた。式は中国と西洋の折衷であった。花嫁側については、一切旧来の仕切りに従い、梁家では事前に伝統の習慣によって一般的に言う結納を贈った。しかし、花嫁が到着すると、式は次第に洋式に変わっていった。婚礼は順調に進んだが、夕刻になり梁実秋が婚約指輪をいつの間にかなくしていることに気づき、程季淑に話すと「構いませんわ。私達にそんなもの要りませんもの」と優しく慰めたという逸話も残されている程である。また、2人の関係を物語る話としてこんなものがある。友人の羅隆基・丁西林等に芸者を呼んだ宴に誘われたことがあった。梁実秋は、これを聞いて難しいと思ったが、意外にも程季淑は笑いながら、すぐにOKをした。これは、見聞が広がるからという理由だった。しかし、梁実秋は早々に宴から帰って来て、女遊びは苦痛で女性を侮辱し、人間性を侮辱し、自分を侮辱する行為だと語っている。程季淑は、このようになると予想して、梁実秋を宴に行かせたのである。

## 作品と評価
五四時期に文学活動を始めた彼は、初期には詩を書いていた。1927年にアメリカ留学から帰国すると、散文にも着手し、散文の書き手として高い評価を得ている。また、新月社内で、トップの文芸批評家として活躍していたため、数多くの評論集も残されている。シェークスピア翻訳でも有名であるが、梁実秋の作品は日本語訳されたものはなく作品を読む場合は中国語の資料のみとなっている。
散文集
- 雅舎小品
- 罵人的芸術
- 談聞一多
- 清華八年
- 実秋雑文

評論集
- 浪漫的古典的
- 偏見集
- 英国文学史
- 文学是有階級性嗎？
- 論魯迅先生的硬訳
- 敬告読者